# Попче на Бати
Попче на Бати (Pomatoschistus bathi) е вид лъчеперка от семейство Попчеви (Gobiidae).

## Разпространение
Видът е разпространен в Гърция (Егейски острови), Италия, Турция, Украйна (Крим), Франция (Корсика) и Хърватия.